# 무거운 페르미온
응집물질물리학에서 무거운 페르미온 물질은 4f와 5f의 전자를 가지는 매우 특이한 형태의 합금물질이다.

## 개요
이러한 물질 안에 있는 페르미온의 하나로서 전자는 종종 무거운 전자라고 일컫는다. 무거운 페르미온 물질은 낮은 온도의 비열이 자유 전자 모형에서 예측한 선형 값 보다 약 1000넘는 크기를 가진다. 무거운 페르미온은 부분적으로 f-오비탈이 채워진 희토류 원소나 국지 자기 모멘트를 가지는 악티니드 이온에서 만들어진다. 이 물질들이 "무거운 페르미온"이라고 이름이 붙여지게 된 이유는 약 10K정의도 물질마다 다른 특정온도에 도달하면 전도전자들이 자유전자의 유효질량에 비해 약 1000가 큰 값을 보이기 때문이다. 이러한 큰 유효질량은 또한 카도와키 우드 비에 대해 전자-전자 스케터링으로부터 고유저항에 영향을 미치게 된다. 이러한 무거운 페르미온의 현상은 금속, 초전도, 부도체 그리고 자기적 상태 등 매우 다양한 물질의 상태에서 발견된다는 점에서 흥미롭다. 대표전인 무거운 페르미온 물질에는 CeCu6, CeAl3, CeCu2Si2, YbAl3, UBe13 and UPt3가 있다.